# Referéndum constitucional de Bolivia de 1931
Un referéndum constitucional fue realizado en Bolivia el 11 de enero de 1931. Se pidió a los votantes que aprobaran nueve enmiendas, propuestas por separado, a la Constitución. Todas las reformas fueron aprobadas.

## Antesala
El 24 de junio de 1930 el general Carlos Blanco Galindo llevó a cabo un golpe militar para derrocar al presidente Hernando Siles Reyes. La junta militar, posteriormente, propuso varios cambios constitucionales y nuevas elecciones. Un decreto fue emitido el 27 de noviembre de 1930 para solicitar un plebiscito el 28 de diciembre. Sin embargo, más tarde, este se pospuso. Las elecciones se celebraron el 4 de enero.

## Sistema electoral
Los votos en blanco se añadieron a los votos "sí". El voto estaba restringido a cierto nivel de ingresos o activos, mientras que las mujeres y hombres analfabetos fueron excluidos de votar podrían votar personas mayores de 21 años de edad

## Propuestas
Las propuestas incluían:
- Protección de los ciudadanos contra los arrestos, detenciones y procedimientos ilegales.
- Garantías para los contratos de préstamos, con lo que las empresas extranjeras bajo control público, protecciones para los trabajadores manuales y defender el orden social contra los delincuentes, los agitadores y los extranjeros.
- Limitación de los poderes del estado de sitio y la defensa de los derechos individuales.
- La ampliación de los poderes del Congreso, pero limitando el poder del Senado sobre honores públicos.
- La prevención de la reelección inmediata de los presidentes y vicepresidentes
- Incorporación de la Contraloría General como órgano constitucional.
- La descentralización administrativa.
- La autonomía universitaria.
- Autonomía judicial.

## Resultados
Sí: 88% No: 12%

## Repercusiones
El Congreso Nacional se opuso al plebiscito, ya que no se había llevado a cabo de conformidad con la Constitución, pero ratificó las propuestas aprobadas. Los cambios entraron en vigor el 23 de febrero, aunque se retiraron los cambios en la elección del Presidente y de autonomía de las universidades.